# 朝日杯将棋オープン戦
朝日杯将棋オープン戦（あさひはいしょうぎオープンせん）は朝日新聞社・日本将棋連盟主催の将棋の棋戦。2006年度で終了した朝日オープン将棋選手権の後継棋戦として2007年に創設され、回次も第1回と改められた。優勝賞金は750万円。

## 方式
一次予選、二次予選、本戦を行って優勝者を決定する。全棋士（全棋士参加棋戦に該当する）とアマチュア選手10人（前期の朝日アマ名人、挑戦者を含む朝日アマ名人戦のベスト8、学生名人）、女流棋士3人（主催者の推薦による）が参加する。
持ち時間は各40分（チェスクロック方式）で、持ち時間を使い切った後は1手1分未満で指す。
本戦シードは8人、二次予選シードは16人。シード順位は年毎に一部変更が行われているが、概ね以下のように定められている。第1回（2007年度）の「前回ベスト4」「前回本戦出場者」には、2006年度の朝日オープン将棋選手権の成績が適用された。
【第19回時点】
1. 前回ベスト4 （4名）
2. タイトル保持者 （最大8名）
3. 全棋士参加棋戦優勝者 （NHK杯・銀河戦、最大2名）
4. 前回の本戦出場・勝利者（かつ一次予選・二次予選通過者） （人数不定）
5. 永世称号者（襲位者および有資格者：谷川・羽生・渡辺明・森内・佐藤康・藤井聡の6名、第16回より）[3][注釈 3]
6. 順位戦上位者 （人数不定）

前身の朝日オープン将棋選手権ではタイトル戦と同じく挑戦手合制の五番勝負、さらに前身の全日本プロ将棋トーナメントでは決勝五番勝負（初期は三番勝負）が採用されたが、本棋戦は決勝戦も含めてすべて一番勝負でのトーナメント棋戦である。持ち時間は短く、1人が1日に2局対局することが多い。本戦は基本的にすべて1日2局であり、準決勝と決勝でさえ同じ日に行われる。
2021年2月より、本戦トーナメントベスト4まで勝ち進んだ女流棋士およびアマチュアに、棋士編入試験の受験資格が与えられることとなった。

### 一次予選
16ブロックに分かれ、トーナメント方式で二次予選への進出者16名を決定する。アマチュア選手と女流棋士は一次予選の各ブロックに1人ずつ割り振られ、1回戦から出場する。
朝日オープンの一斉対局を引き継ぎ、アマチュア選手の対局は10局とも可能な限り同日に開催される。関東では朝日新聞東京本社、関西では大阪本社もしくは関西将棋会館で午前と午後に分けて5局ずつ、公開対局で行われる。
2024年度現在で、アマチュア枠・女流枠から一次予選を突破したのは、アマチュアでは第3回（2009年度）の清水上徹（二次予選1回戦で敗退）と第9回（2015年度）の森下裕也（同）、第16回（2022年度）の小山怜央（二次予選決勝で敗退）の3人である。なお、小山は朝日杯の実績も含めて棋士編入試験の資格を得て、編入試験合格で四段プロ入りしている。女流では第17回（2023年度）の西山朋佳（二次予選1回戦で敗退）だけである。西山は朝日杯の実績も含めて棋士編入試験の資格を得て受験したが、試験不合格となっている。
アマチュア枠に対するプロの対局者は四段昇段順に新人10人、即ち棋士番号の大きい方から10人（シード者、五段昇段者は除く）が選ばれる。年に昇段する新四段（新人プロ棋士）は通常4人であるため、プロ入り1年目の新人は、必ずアマチュア選手と対局することになる。
畠山鎮は、プロから見たプロアマ一斉対局について、「棋士としてのスタートの時期に〔負けられない闘い〕です。負けた新四段の姿は痛々しいものです」と述べている。
さらに、棋士編入試験の試験官も同様に棋士番号の大きい方から5人が選ばれるため、一斉対局に敗れた新四段と、一斉対局から勝ち上がって編入試験の受験資格を得たアマチュアが、編入試験で再戦する事例も見受けられる。2024年までの具体例としては、星野良生四段対今泉健司アマ、岡部怜央四段対小山怜央アマの2例があり、どちらの例でも再戦となった編入試験で再び受験者が勝利を収め、編入試験にも合格を果たしている。
第14回（2020年度）は新型コロナウイルスの影響で、朝日アマ名人戦の開催が延期された。このため、アマチュア出場枠は前期朝日アマ名人、学生名人の2人のみとなった。

### 二次予選
一次予選からの勝ち抜き者（16名）と二次予選からのシード者（16名）が8ブロックに分かれ、トーナメントで本戦出場者8名を決定する。トーナメント表は二次予選進出者とシード者が1回戦で対戦するように組まれる。

### 本戦
本戦は16名（二次予選の勝ち抜き者8名、本戦シード者8名）によるトーナメント方式で行われ、勝者1名が優勝となる。
例年、本戦1回戦は本戦進出者と本戦シード者とが対戦する組み合わせとなっている。
本戦の準決勝・決勝は、東京・有楽町朝日ホールでの公開対局として、2月の土日または祝日（2月11日〈建国記念の日〉または2月23日〈天皇誕生日〉）に行われる。
第10回（2016年度）からは本戦1回戦・2回戦の半分（1回戦4局、2回戦2局）も公開対局で開催しており、第10回は熊本市で、第11回（2017年度）以降は名古屋市内で開催されている。
本戦1-2回戦の公開対局一覧（第10回以降）
- 第10回（2016年度）：2017年1月14日・15日、熊本市・熊本市総合体育館（熊本地震復興祈念対局として開催）[7]
- 第11回（2017年度）：2018年1月13日・14日、名古屋市・東桜会館[8]
- 第12回（2018年度）：2019年1月19日・20日、名古屋市・ポートメッセなごや（名古屋市国際展示場）[9]
- 第13回（2019年度）：2020年1月18日・19日、名古屋市・朝日新聞名古屋本社朝日ホール
- 第14回（2020年度）：2021年1月16日・17日、名古屋市・名古屋国際会議場
- 第15回（2021年度）：2022年1月15日・16日、名古屋市・名古屋国際会議場
- 第16回（2022年度）：2023年1月14日・15日、名古屋市・名古屋国際会議場
- 第17回（2023年度）：2024年1月13日・14日、名古屋市・名古屋国際会議場
- 第18回（2024年度）：2025年1月18日・19日、名古屋市・ポートメッセなごや（名古屋市国際展示場）

在籍期限を満了したフリークラス編入棋士の特例参加
本戦トーナメント準決勝進出者（ベスト4）が、フリークラス規定の在籍期限を満了したフリークラス編入棋士である場合、その在籍期限満了者は他棋戦については出場資格がなくなるが、朝日杯将棋オープン戦については次年度の棋戦に参加が可能となり、引退とはならない（2010年7月9日以降）。

## 歴代結果

### 結果
ベスト4以上の結果は以下の通り。称号、段位は対局当時のもの。
| 回 | 年度 | 決勝対局日     | 優勝            | 準優勝              | ベスト4                          | 注釈                    |
| -- | ---- | -------------- | --------------- | ------------------- | -------------------------------- | ----------------------- |
| 1  | 2007 | 2008年 2月09日 | 行方尚史 八段   | 丸山忠久 九段       | 阿久津主税 六段 羽生善治 二冠    |                         |
| 2  | 2008 | 2009年 2月14日 | 阿久津主税 六段 | 久保利明 八段       | 佐藤和俊 五段 渡辺明 竜王        | [ 注釈 13 ]             |
| 3  | 2009 | 2010年 2月13日 | 羽生善治 名人   | 久保利明 棋王       | 谷川浩司 九段 佐藤和俊 五段      |                         |
| 4  | 2010 | 2011年 2月12日 | 木村一基 八段   | 羽生善治 名人       | 渡辺明 竜王 郷田真隆 九段        |                         |
| 5  | 2011 | 2012年 2月11日 | 羽生善治 二冠   | 広瀬章人 七段       | 菅井竜也 五段 郷田真隆 九段      |                         |
| 6  | 2012 | 2013年 2月09日 | 渡辺明 竜王     | 菅井竜也 五段       | 羽生善治 三冠 谷川浩司 九段      |                         |
| 7  | 2013 | 2014年 2月08日 | 羽生善治 三冠   | 渡辺明 二冠         | 豊島将之 七段 森内俊之 竜王･名人 |                         |
| 8  | 2014 | 2015年 2月14日 | 羽生善治 名人   | 渡辺明 二冠         | 伊藤真吾 五段 豊島将之 七段      |                         |
| 9  | 2015 | 2016年 2月13日 | 羽生善治 名人   | 森内俊之 九段       | 村山慈明 七段 戸辺誠 六段        |                         |
| 10 | 2016 | 2017年 2月11日 | 八代弥 五段     | 村山慈明 七段       | 広瀬章人 八段 澤田真吾 六段      | [ 注釈 14 ] [ 注釈 15 ] |
| 11 | 2017 | 2018年 2月17日 | 藤井聡太 五段   | 広瀬章人 八段       | 羽生善治 竜王 久保利明 王将      | [ 注釈 16 ]             |
| 12 | 2018 | 2019年 2月16日 | 藤井聡太 七段   | 渡辺明 棋王         | 行方尚史 八段 千田翔太 六段      |                         |
| 13 | 2019 | 2020年 2月11日 | 千田翔太 七段   | 永瀬拓矢 二冠       | 藤井聡太 七段 阿久津主税 八段    |                         |
| 14 | 2020 | 2021年 2月11日 | 藤井聡太 二冠   | 三浦弘行 九段       | 渡辺明 名人 西田拓也 四段        |                         |
| 15 | 2021 | 2022年 2月23日 | 菅井竜也 八段   | 稲葉陽 八段         | 永瀬拓矢 王座 佐藤天彦 九段      | [ 注釈 17 ]             |
| 16 | 2022 | 2023年 2月23日 | 藤井聡太 竜王   | 渡辺明 名人         | 豊島将之 九段 糸谷哲郎 八段      | [ 注釈 18 ]             |
| 17 | 2023 | 2024年 2月10日 | 永瀬拓矢 九段   | 藤井聡太 竜王・名人 | 糸谷哲郎 八段 西田拓也 五段      |                         |
| 18 | 2024 | 2025年 2月11日 | 近藤誠也 八段   | 井田明宏 五段       | 佐々木勇気 八段 服部慎一郎 七段  |                         |

### 棋士別成績
| 棋士       | 優勝 | 準優 | 優勝年度                 | 準優勝年度          |
| ---------- | ---- | ---- | ------------------------ | ------------------- |
| 羽生善治   | 5    | 1    | 2009,2011,2013,2014,2015 | 2010                |
| 藤井聡太   | 4    | 1    | 2017,2018,2020,2022      | 2023                |
| 渡辺明     | 1    | 4    | 2012                     | 2013,2014,2018,2022 |
| 菅井竜也   | 1    | 1    | 2021                     | 2012                |
| 永瀬拓矢   | 1    | 1    | 2023                     | 2019                |
| 行方尚史   | 1    | -    | 2007                     |                     |
| 阿久津主税 | 1    | -    | 2008                     |                     |
| 木村一基   | 1    | -    | 2010                     |                     |
| 八代弥     | 1    | -    | 2016                     |                     |
| 千田翔太   | 1    | -    | 2019                     |                     |
| 近藤誠也   | 1    | -    | 2024                     |                     |
| 久保利明   | -    | 2    |                          | 2008,2009           |
| 広瀬章人   | -    | 2    |                          | 2011,2017           |
| 丸山忠久   | -    | 1    |                          | 2007                |
| 森内俊之   | -    | 1    |                          | 2015                |
| 村山慈明   | -    | 1    |                          | 2016                |
| 三浦弘行   | -    | 1    |                          | 2020                |
| 稲葉陽     | -    | 1    |                          | 2021                |
| 井田明宏   | -    | 1    |                          | 2024                |

### プロアマ一斉対局
結果には、一斉対局が行われていない対局も含む（1次予選1回戦のうちプロアマ戦に相当するものの通算）。
| 回 | 年度 | 対局日             | 結果     | 結果 | 結果    |
| -- | ---- | ------------------ | -------- | ---- | ------- |
| 1  | 2007 | 2007年7月7日       | プロ7勝  |      | アマ3勝 |
| 2  | 2008 | 2008年7月12日      | プロ7勝  |      | アマ3勝 |
| 3  | 2009 | 2009年7月4日       | プロ7勝  |      | アマ3勝 |
| 4  | 2010 | 2010年7月3日       | プロ10勝 |      | アマ0勝 |
| 5  | 2011 | 2011年7月2日       | プロ9勝  |      | アマ1勝 |
| 6  | 2012 | 2012年7月7日       | プロ5勝  |      | アマ5勝 |
| 7  | 2013 | 2013年7月6日       | プロ9勝  |      | アマ1勝 |
| 8  | 2014 | 2014年7月5日       | プロ8勝  |      | アマ2勝 |
| 9  | 2015 | 2015年7月4日       | プロ6勝  |      | アマ4勝 |
| 10 | 2016 | 2016年6月18日      | プロ6勝  |      | アマ4勝 |
| 11 | 2017 | 2017年6月17日      | プロ9勝  |      | アマ1勝 |
| 12 | 2018 | 2018年7月29日      | プロ9勝  |      | アマ1勝 |
| 13 | 2019 | 2019年6月29日      | プロ5勝  |      | アマ5勝 |
| 14 | 2020 | 2020年7月25日,30日 | プロ1勝  |      | アマ1勝 |
| 15 | 2021 | 2021年7月10日      | プロ7勝  |      | アマ3勝 |
| 16 | 2022 | 2022年7月9日       | プロ7勝  |      | アマ3勝 |
| 17 | 2023 | 2023年6月24日      | プロ9勝  |      | アマ1勝 |
| 18 | 2024 | 2024年6月30日      | プロ9勝  |      | アマ1勝 |
| 19 | 2025 | 2025年6月29日      | プロ7勝  |      | アマ3勝 |

（前身棋戦である朝日オープン将棋選手権のプロ対アマの対戦成績 も参照。）

## 放送・配信
以下は2018年現在。

### 生中継
- テレビ中継は、CS放送のテレ朝チャンネル2 ニュース・情報・スポーツにて準決勝・決勝が放送されている[11]。当日生中継を行うほか、過去の大会の再放送を行う場合もある。
- インターネットではABEMA・将棋チャンネル[12]、ニコニコ生放送、朝日新聞デジタルにて一部対局のライブ配信を行っていた。なお第12回（2018年度）からはABEMAの独占配信となるとされ、一部の対局[13]が同局の本拠地である渋谷・Chateau Amebaにて行われた[14]（実際には本戦は朝日新聞デジタルでも配信されている）。第13回では将棋情報Live(解説なし生放送)及び将棋Liveチャンネル(臨時チャンネル)を活用し前回から放送数を大きく増やしている。なお放送は基本的に木曜日及び金曜日であり東京対局の場合はChateau Amebaを使用する事が多い。

### テレビ特別番組
- 2018年3月10日に、NHK BS1にて、第11回の準決勝における対局を再現した特別番組『プレーバック2.17 羽生善治VS.藤井聡太 最強の極意』を放送（23:00 - 23:50）[15]。